# Trifolium alexandrinum
Trifolium alexandrinum é uma espécie anual de planta com flor pertencente à família Fabaceae. Espécie com polinização alogâmica. Cultivada como planta forrageira, permite obter forragem de elevada qualidade quando usada para feno ou silagem. 
A autoridade científica da espécie é L., tendo sido publicada em Centuria I. Plantarum 25. 1755.
O seu nome comum é bersim.

## Portugal
Trata-se de uma espécie presente em Portugal Continental, nomeadamente no Alentejo, Beira Litoral, Douro Litoral e Estremadura e no Arquipélago dos Açores e Arquipélago da Madeira.
Em termos de naturalidade é introduzida nas regiões atrás indicadas.

## Morfologia
Porte ereto com caules grossos e suculentos. Folhas frifolioladas, geralmente alternas.
Floração entre Maio e Agosto. Sementes avermelhado-escuras, até 2,2 mm.

## Requisitos ambientais
Bom crescimento invernal mas exigente em humidade e pouco resistente ao frio, não se encontrando normalmente em altitudes superiores a 500 metros. Tolerante à salinidade, solos alcalinos e períodos curtos de encharcamento.

## Protecção
Não se encontra protegida por legislação portuguesa ou da Comunidade Europeia.